# FC Fobar
Football Club Fobar w skrócie FC Fobar – madagaskarski klub piłkarski z siedzibą w Toliarze, występujący w niegdyś w pierwszej lidze madagaskarskiej.

## Sukcesy
- I liga[1]:
  - mistrzostwo (1): 1995.

## Występy w afrykańskich pucharach
| Sezon | Rozgrywki       | Runda   | Kraj     | Klub                   | Dom | Wyjazd | Dwumecz |
| ----- | --------------- | ------- | -------- | ---------------------- | --- | ------ | ------- |
| 1996  | Puchar Mistrzów | wstępna | Eswatini | Mbabane Highlanders FC | 0–0 | 1–2    | 1–2     |

## Stadion
Domowe mecze klub rozgrywa na stadionie o nazwie Stade Maître Kira w Toliarze, który może pomieścić 5000 widzów.